# Ellen Auerbach
Ellen Auerbach, nata Rosenberg Auerbach (Karlsruhe, 20 maggio 1906 – New York, 30 giugno 2004), è stata una fotografa tedesca.
Conosciuta a livello internazionale ancora con il suo nome di nascita fino agli anni trenta, grazie alla sua opera realizzata insieme con l'artista Grete Stern, con la quale allestì a Berlino lo studio fotografico ringl + pit (dai nomi usati per chiamarle da bambine). Il suo lavoro apportò anche significative innovazioni nell'ambito delle fotoritratto e della pubblicità. Influenzò numerosi fotografi europei ed americani.